# Saison 2010-2011 du FC Sochaux-Montbéliard
Maillots
Chronologie
Saison précédente Saison suivante
La saison 2010-2011 du FC Sochaux-Montbéliard est la 63e saison du club de football en Ligue 1 (record en cours). Cette saison s'annonce alors très délicate après 3 saisons difficiles et des matchs de préparation catastrophiques tel que le 5-0 infligé par le FC Bâle. Beaucoup d'observateur prédise la relégation mais cette saison sera celle de la résurrection avec une 5e place synonyme de qualification en ligue Europa. Le FCSM, porté par les joueurs formés au club et des recrues de qualités (Kévin Anin, Modibo Maïga et David Sauget), signe une saison colorée, faisant de Bonal l'antre d'un spectacle offensif insoupçonné malgré la baisse de l'affluence au stade Bonal. Sochaux retrouve très vite son image de club pratiquant un des plus beaux jeu de France grâce à l'excellente saison de Marvin Martin, le métronome de l'équipe finissant meilleur passeur de la ligue et débutant de la meilleure façon en équipe de France en réalisant un doublé et une passe décisive en rentrant 15 minutes en fin de match. La saison marquée par la longue blessure de l'emblèmatique portier sochalien Teddy Richert permet également la révélation du jeune Pierrick Cros.
Le FCSM signe des succès éclatant, notamment une victoire 3-1 contre le PSG, un 4-0 contre l'OGC Nice, 5-1 contre le Stade rennais ou encore un fameux 0-4 sur le terrain des Girondins de Bordeaux. Malheureusement, l'équipe souffre aussi d'un mal du voyage et se condamne longtemps à incarner l'une des pires équipes à l'extérieur. Tout au long de la saison Sochaux stagne dans le ventre mou, enchainé par ses mauvaises prestations hors de ses bases. Néanmoins, la fin du championnat révèle tout le potentiel de l'effectif juvénile du Doubs, qui se fait une place parmi les meilleures attaques de Ligue 1. Le club enchaine une série de 7 matchs sans défaites, grimpe à la 6e place, synonyme de qualification pour la Ligue Europa, et compte 4 points d'avance sur ses concurrents à l'orée 35e journée. À la 37e journée, le FCSM s'impose 2-1 face à l'ASSE grâce à un doublé d'Ideye Brown et s'assure d'une 6e place qualificative pour la Ligue Europa, trois ans après leur dernière apparition sur la scène européenne. La saison du FCSM se finit en apothéose avec une victoire 3-1 sur la pelouse d'Arles-Avignon, offrant la 5e place aux jaunes et bleus qui passent devant Rennes (défaite des Bretons 3-2 face à Lille) au classement et se qualifient donc pour la Ligue Europa sans passer par un tour préliminaire.

## Effectif professionnel

### Joueurs prêtés
| Nom             | Poste         | Naissance         | Nationalité sportive | Sélection          | Contrat actuel            | Prêté à                | Championnat | Durée            |
| Ivan Stevanović | arrière droit | 24 juin 1983      | Serbie               | Serbie             | juin 2009 - juin 2012     | FK Partizan Belgrade   | Super Liga  | 1 an             |
| Sloan Privat    | Buteur        | 24 juillet 1989   | France               | France espoirs     | décembre 2008 - juin 2012 | Clermont Foot Auvergne | Ligue 2     | 1 an             |
| Vaclav Svěrkoš  | Buteur        | 1er novembre 1983 | République tchèque   | République tchèque | janvier 2009 - juin 2012  | Paniónios GSS          | D1 Grec     | 6 mois avec o.a. |
| Frédéric Duplus | Latéral       | 7 avril 1990      | France               | France U20         | juin 2008 - juin 2013     | Vannes OC              | Ligue 2     | 6 mois           |
| Charlie Davies  | Buteur        | 25 juin 1986      | États-Unis           | États-Unis         | juillet 2009 - juin 2013  | DC United              | MLS         | 1 an             |

## Transferts

### Mercato d'été
| Date        | Nom                  | Nationalité   | Modalité                   | Provenance/Destination | Division   |
| Arrivées    |                      |               |                            |                        |            |
| 31 mai      | Badara Sène          | Sénégal       | Retour de prêt             | Le Mans UC             | Ligue 2    |
| 1er juillet | David Sauget         | France        | Transfert (2(+1) ans)      | Grenoble Foot 38       | Ligue 2    |
| 3 juillet   | Kévin Anin           | France        | Transfert (4 ans)          | Le Havre AC            | Ligue 2    |
| 28 juillet  | Modibo Maïga         | Mali          | Transfert (2,5 M€ - 4 ans) | Le Mans FC             | Ligue 2    |
| Départs     |                      |               |                            |                        |            |
| 31 mai      | Benjamin Gavanon     | France        | Fin de prêt                | AS Nancy-Lorraine      | Ligue 1    |
| 31 mai      | Kandia Traoré        | Côte d'Ivoire | Levée O.A.                 | SM Caen                | Ligue 1    |
| 31 mai      | Bojan Jokić          | Slovénie      | Levée O.A.                 | Chievo Vérone          | Série A    |
| 17 juin     | Ivan Stevanović      | Serbie        | Prêt                       | Partizan Belgrade      | Super Liga |
| 18 juin     | Manasse Enza-Yamissi | France        | Transfert                  | Amiens SC              | National   |
| 30 juin     | Wilson Souprayen     | France        | Fin de contrat             | FC Mulhouse            | CFA        |
| 5 juillet   | Sloan Privat         | France        | Prêt                       | Clermont Foot          | Ligue 2    |
| 19 juillet  | Stéphane Dalmat      | France        | Transfert (1,5 M€)         | Stade rennais          | Ligue 1    |

### Mercato d'hiver
| Date       | Nom             | Nationalité | Modalité       | Provenance/Destination | Division |
| Arrivées   |                 |             |                |                        |          |
| Départs    |                 |             |                |                        |          |
| 16 janvier | Vaclav Sverkos  | Tchéquie    | Prêt avec o.a. | Paniónios GSS          | D1 Grec  |
| 30 janvier | Frédéric Duplus | France      | Prêt           | Vannes OC              | Ligue 2  |
| 16 février | Charlie Davies  | États-Unis  | Prêt           | DC United              | MLS      |

## Trophée du joueur du mois
- Août 2010 : Ryad Boudebouz[17]
- Septembre 2010 : Kévin Anin
- Octobre 2010 : Modibo Maïga
- Novembre 2010 : Modibo Maïga
- Décembre 2010 : Pierrick Cros
- Janvier 2011 : Marvin Martin
- Février 2011 : Marvin Martin
- Mars 2011 : Damien Perquis
- Avril 2011 : Brown Ideye
- Mai 2011 : Teddy Richert[18]
- Joueur de la saison 2010-2011 : Marvin Martin[18]

## Détail des matchs

### Matchs de préparation
| Tournoi triangulaire en 45 min 7 juillet 2010 | Neuchâtel Xamax (D1 suisse) | 0-0 5-4 | FC Sochaux-Montbéliard | 17:30 - Stade des Prés-Domont, Alle (Suisse) |
|                                               |                             |         |                        | Spectateurs : 300 Arbitrage : M. Gremaud     |
|                                               | Rapport                     |         |                        |                                              |

| Tournoi triangulaire en 45 min 7 juillet 2010 | FC Sochaux-Montbéliard | 0-0 4-3 | Deportivo Saprissa (Costa Rica) | 18:30 - Stade des Prés-Domont, Alle (Suisse) |
|                                               |                        |         |                                 | Spectateurs : 300 Arbitrage : M. Gremaud     |
|                                               | Rapport                |         |                                 |                                              |

| Match de préparation 1 10 juillet 2010 | FC Bâle (D1 suisse)                                                                  | 5-0 | FC Sochaux-Montbéliard | 18:00 - Stade du Peuplier, Bavois (Suisse) |                                           |
|                                        | Zoua 9e · Safari 27e · Zoua 61e · Kusunga 75e · Almerares 86e · Almerares 90e (pen.) |     | Anin 45e               | Spectateurs : 750 Arbitrage : M. Klossner  | Spectateurs : 750 Arbitrage : M. Klossner |
|                                        | Rapport                                                                              |     |                        | Spectateurs : 750 Arbitrage : M. Klossner  | Spectateurs : 750 Arbitrage : M. Klossner |

| Match de préparation 2 14 juillet 2010 | Évian Thonon Gaillard FC (L2) | 1-0 | FC Sochaux-Montbéliard | 18:00 - Stade, Gaillard                      |                                              |
|                                        | Bouby 53e (pen.)              |     | Martin 83e             | Spectateurs : 525 Arbitrage : M. Ben-El-Hadj | Spectateurs : 525 Arbitrage : M. Ben-El-Hadj |
|                                        | Rapport                       |     |                        | Spectateurs : 525 Arbitrage : M. Ben-El-Hadj | Spectateurs : 525 Arbitrage : M. Ben-El-Hadj |

| Match de préparation 3 17 juillet 2010 | FC Sochaux-Montbéliard            | 2-0 | Southampton FC (D3 anglaise) | 18:00 - Stade Universitaire Saint-Léonard, Fribourg (Suisse) |                                         |
|                                        | Boudebouz 50e · Maurice-Belay 60e |     |                              | Spectateurs : 150 Arbitrage : M. Muller                      | Spectateurs : 150 Arbitrage : M. Muller |
|                                        | Rapport                           |     |                              | Spectateurs : 150 Arbitrage : M. Muller                      | Spectateurs : 150 Arbitrage : M. Muller |

| Match de préparation 4 21 juillet 2010 | SC Fribourg (Bundesliga)                 | 3-0 | FC Sochaux-Montbéliard | 18:00 - stade Mösle, Fribourg-en-Brisgau (Allemagne) |                                           |
|                                        | Rosenthal 30e · Cissé 48e · Bechmann 75e |     |                        | Spectateurs : 1,500 Arbitrage : M. Muller            | Spectateurs : 1,500 Arbitrage : M. Muller |
|                                        | Rapport                                  |     |                        | Spectateurs : 1,500 Arbitrage : M. Muller            | Spectateurs : 1,500 Arbitrage : M. Muller |

| Match de préparation 5 24 juillet 2010 | RC Strasbourg (National) | 0-2 | FC Sochaux-Montbéliard | 18:00 - Stade Heissenstein, Guebwiller        |                                               |
|                                        |                          |     | Martin 24e · Faty 27e  | Spectateurs : 2,000 Arbitrage : Philippe Kalt | Spectateurs : 2,000 Arbitrage : Philippe Kalt |
|                                        | Rapport                  |     |                        | Spectateurs : 2,000 Arbitrage : Philippe Kalt | Spectateurs : 2,000 Arbitrage : Philippe Kalt |

| Match de préparation 6 31 juillet 2010 | FC Sochaux-Montbéliard | 0-3 | AS Nancy-Lorraine                          | 18:00 - Stade du Pâtis, Saint-Loup-sur-Semouse    |                                                   |
|                                        |                        |     | Brison 45e · Féret 75e · Alo'o Efoulou 86e | Spectateurs : 1,500 Arbitrage : Sébastien Desiage | Spectateurs : 1,500 Arbitrage : Sébastien Desiage |
|                                        | Rapport                |     |                                            | Spectateurs : 1,500 Arbitrage : Sébastien Desiage | Spectateurs : 1,500 Arbitrage : Sébastien Desiage |

| Match de préparation 7 3 août 2010 | CA Pontarlier (CFA 2) | 0-1 | FC Sochaux-Montbéliard | 18:30 - Stade Paul Robbe, Pontarlier       |                                            |
|                                    |                       |     | Dias 81e               | Spectateurs : 1,500 Arbitrage : M. Mercier | Spectateurs : 1,500 Arbitrage : M. Mercier |
|                                    | Rapport               |     |                        | Spectateurs : 1,500 Arbitrage : M. Mercier | Spectateurs : 1,500 Arbitrage : M. Mercier |

### Ligue 1

#### Matchs allers
| Journée 1 7 août 2010 3e place 3 points | FC Sochaux-Montbéliard                                       | 2-1 | AC Arles-Avignon                                                          | 21:00 - Stade Bonal, Montbéliard                       |                                                        |
|                                         | Butin 17e · Boudebouz 28e · Faty 54e · Martin 58e · Faty 88e |     | Dja Djédjé 11e · Aït Ben Idir 23e · N'Diaye 43e · Erbate 58e · Soro 90+2e | Spectateurs : 10,381 Arbitrage : Jean-Charles Cailleux | Spectateurs : 10,381 Arbitrage : Jean-Charles Cailleux |
|                                         | Rapport                                                      |     |                                                                           | Spectateurs : 10,381 Arbitrage : Jean-Charles Cailleux | Spectateurs : 10,381 Arbitrage : Jean-Charles Cailleux |

| Journée 2 14 août 2010 8e place 3 points | AS Saint-Etienne                                               | 3-2 | FC Sochaux-Montbéliard                  | 19:00 - Stade Geoffroy-Guichard, Saint-Étienne  |                                                 |
|                                          | Sauget 6e (csc) · Perrin 16e · Perrin 57e 64e · Guilavogui 81e |     | Perquis 4e · Boudebouz 66e · Martin 67e | Spectateurs : 24,053 Arbitrage : Clément Turpin | Spectateurs : 24,053 Arbitrage : Clément Turpin |
|                                          | Rapport                                                        |     |                                         | Spectateurs : 24,053 Arbitrage : Clément Turpin | Spectateurs : 24,053 Arbitrage : Clément Turpin |

| Journée 3 22 août 2010 8e place 4 points | FC Sochaux-Montbéliard | 0-0 | Lille OSC                 | 17:00 - Stade Bonal, Montbéliard            |                                             |
|                                          | Maïga 69e              |     | Debuchy 44e · Chedjou 83e | Spectateurs : 11,436 Arbitrage : Bruno Coué | Spectateurs : 11,436 Arbitrage : Bruno Coué |
|                                          | Rapport                |     |                           | Spectateurs : 11,436 Arbitrage : Bruno Coué | Spectateurs : 11,436 Arbitrage : Bruno Coué |

| Journée 4 29 août 2010 4e place 7 points | FC Sochaux-Montbéliard                                         | 3-1 | Paris SG                                | 17:00 - Stade Bonal, Montbéliard              |                                               |
|                                          | Perquis 8e · Maïga 14e · Ideye 20e · Perquis 45+1e · Maïga 87e |     | Hoarau 50e · Makelele 53e · Clément 88e | Spectateurs : 12,222 Arbitrage : Ruddy Buquet | Spectateurs : 12,222 Arbitrage : Ruddy Buquet |
|                                          | Rapport                                                        |     |                                         | Spectateurs : 12,222 Arbitrage : Ruddy Buquet | Spectateurs : 12,222 Arbitrage : Ruddy Buquet |

| Journée 5 11 septembre 2010 10e place 7 points | Stade rennais                                                                                      | 2-1 | FC Sochaux-Montbéliard | 19:00 - Stade de la route de Lorient, Rennes   |                                                |
|                                                | Theophile-Catherine 5e · Montaño 17e · Mandjeck 78e · Leroy 85e · Kana-Biyik 90+3e · Mangane 90+3e |     | Perquis 37e · Anin 59e | Spectateurs : 17,504 Arbitrage : Wilfried Bien | Spectateurs : 17,504 Arbitrage : Wilfried Bien |
|                                                | Rapport                                                                                            |     |                        | Spectateurs : 17,504 Arbitrage : Wilfried Bien | Spectateurs : 17,504 Arbitrage : Wilfried Bien |

| Journée 6 18 septembre 2010 5e place 10 points | FC Sochaux-Montbéliard                                                     | 4-0 | OGC Nice                                     | 19:00 - Stade Bonal, Montbéliard             |                                              |
|                                                | Anin 32e · Faty 40e · Ideye 45+1e · Boudebouz 66e · Martin 78e · Maïga 89e |     | Diakite 45+1e · Digard 79e · Coulibaly 90+4e | Spectateurs : 9,744 Arbitrage : Pascal Vileo | Spectateurs : 9,744 Arbitrage : Pascal Vileo |
|                                                | Rapport                                                                    |     |                                              | Spectateurs : 9,744 Arbitrage : Pascal Vileo | Spectateurs : 9,744 Arbitrage : Pascal Vileo |

| Journée 7 25 septembre 2010 10e place 10 points | Olympique de Marseille | 2-1 | FC Sochaux-Montbéliard                      | 19:00 - Stade Vélodrome, Marseille               |                                                  |
|                                                 | Taiwo 19e · Lucho 61e  |     | Perquis 68e · Maurice-Belay 76e · Ideye 78e | Spectateurs : 49,895 Arbitrage : Laurent Duhamel | Spectateurs : 49,895 Arbitrage : Laurent Duhamel |
|                                                 | Rapport                |     |                                             | Spectateurs : 49,895 Arbitrage : Laurent Duhamel | Spectateurs : 49,895 Arbitrage : Laurent Duhamel |

| Journée 8 2 octobre 2010 6e place 13 points | FC Sochaux-Montbéliard                                  | 3-0 | RC Lens                                       | 19:00 - Stade Bonal, Montbéliard                   |                                                    |
|                                             | Maïga 13e · Ideye 45e · Maurice-Belay 47e · Perquis 73e |     | Kovačević 45+2e · Demont 45+2e · Maoulida 72e | Spectateurs : 11,115 Arbitrage : Nicolas Rainville | Spectateurs : 11,115 Arbitrage : Nicolas Rainville |
|                                             | Rapport                                                 |     |                                               | Spectateurs : 11,115 Arbitrage : Nicolas Rainville | Spectateurs : 11,115 Arbitrage : Nicolas Rainville |

| Journée 9 16 octobre 2010 10e place 13 points | Montpellier HSC                | 2-0 | FC Sochaux-Montbéliard                         | 19:00 - Stade de la Mosson, Montpellier     |                                             |
|                                               | Yanga-Mbiwa 30e · Belhanda 44e |     | Anin 23e · Martin 25e · Carlão 60e · Maïga 88e | Spectateurs : 13,967 Arbitrage : Bruno Coué | Spectateurs : 13,967 Arbitrage : Bruno Coué |
|                                               | Rapport                        |     |                                                | Spectateurs : 13,967 Arbitrage : Bruno Coué | Spectateurs : 13,967 Arbitrage : Bruno Coué |

| Journée 10 23 octobre 2010 11e place 13 points | FC Sochaux-Montbéliard      | 1-3 | Toulouse FC                                      | 21:00 - Stade Bonal, Montbéliard                |                                                 |
|                                                | Perquis 67e · Tulasne 90+1e |     | Capoue 31e · Congre 73e · Cetto 80e · Congre 89e | Spectateurs : 11,198 Arbitrage : Antony Gautier | Spectateurs : 11,198 Arbitrage : Antony Gautier |
|                                                | Rapport                     |     |                                                  | Spectateurs : 11,198 Arbitrage : Antony Gautier | Spectateurs : 11,198 Arbitrage : Antony Gautier |

| Journée 11 30 octobre 2010 16e place 13 points | Olympique lyonnais                    | 2-1 | FC Sochaux-Montbéliard              | 19:00 - Stade Gerland, Lyon                    |                                                |
|                                                | Bastos 31e · Lacazette 69e · Pied 88e |     | Tulasne 63e · Ideye 66e · Ideye 90e | Spectateurs : 33,992 Arbitrage : Philippe Kalt | Spectateurs : 33,992 Arbitrage : Philippe Kalt |
|                                                | Rapport                               |     |                                     | Spectateurs : 33,992 Arbitrage : Philippe Kalt | Spectateurs : 33,992 Arbitrage : Philippe Kalt |

| Journée 12 6 novembre 2010 15e place 14 points | FC Sochaux-Montbéliard                     | 1-1 | AJ Auxerre                    | 19:00 - Stade Bonal, Montbéliard               |                                                |
|                                                | Maurice-Belay 16e · Maïga 82e · Martin 88e |     | Sammaritano 24e · Contout 72e | Spectateurs : 11,020 Arbitrage : Olivier Thual | Spectateurs : 11,020 Arbitrage : Olivier Thual |
|                                                | Rapport                                    |     |                               | Spectateurs : 11,020 Arbitrage : Olivier Thual | Spectateurs : 11,020 Arbitrage : Olivier Thual |

| Journée 13 13 novembre 2010 15e place 15 points | Stade brestois 29    | 1-1 | FC Sochaux-Montbéliard               | 19:00 - Stade Francis-Le Blé, Brest               |                                                   |
|                                                 | Roux 38e · Poyet 41e |     | Ideye 22e · Anin 70e · Boudebouz 81e | Spectateurs : 12,960 Arbitrage : Hervé Piccirillo | Spectateurs : 12,960 Arbitrage : Hervé Piccirillo |
|                                                 | Rapport              |     |                                      | Spectateurs : 12,960 Arbitrage : Hervé Piccirillo | Spectateurs : 12,960 Arbitrage : Hervé Piccirillo |

| Journée 14 20 novembre 2010 11e place 18 points | FC Sochaux-Montbéliard | 2-0 | FC Lorient | 19:00 - Stade Bonal, Montbéliard                                             |                                                                              |
|                                                 | Maïga 44e · Ideye 59e  |     |            | Spectateurs : 9,266 Arbitrage : Jean-Charles Cailleux puis Hakim Ben El Hadj | Spectateurs : 9,266 Arbitrage : Jean-Charles Cailleux puis Hakim Ben El Hadj |
|                                                 | Rapport                |     |            | Spectateurs : 9,266 Arbitrage : Jean-Charles Cailleux puis Hakim Ben El Hadj | Spectateurs : 9,266 Arbitrage : Jean-Charles Cailleux puis Hakim Ben El Hadj |

| Journée 15 28 novembre 2010 9e place 21 points | SM Caen      | 0-3 | FC Sochaux-Montbéliard                                               | 17:00 - Stade Michel-d'Ornano, Caen            |                                                |
|                                                | El-Arabi 35e |     | Martin 25e · Perquis 41e · Ideye 50e · Josse 55e · Maurice-Belay 63e | Spectateurs : 13,420 Arbitrage : Wilfried Bien | Spectateurs : 13,420 Arbitrage : Wilfried Bien |
|                                                | Rapport      |     |                                                                      | Spectateurs : 13,420 Arbitrage : Wilfried Bien | Spectateurs : 13,420 Arbitrage : Wilfried Bien |

| Journée 16 4 décembre 2010 7e place 24 points | FC Sochaux-Montbéliard               | 2-1 | Valenciennes FC              | 19:00 - Stade Bonal, Montbéliard                |                                                 |
|                                               | Carlão 15e · Maïga 55e · Bréchet 63e |     | Saez 4e · Sánchez Moreno 65e | Spectateurs : 9,188 Arbitrage : Philippe Malige | Spectateurs : 9,188 Arbitrage : Philippe Malige |
|                                               | Rapport                              |     |                              | Spectateurs : 9,188 Arbitrage : Philippe Malige | Spectateurs : 9,188 Arbitrage : Philippe Malige |

| Journée 17 11 décembre 2010 10e place 24 points | AS Nancy-Lorraine                             | 1-0 | FC Sochaux-Montbéliard | 19:00 - Stade Marcel-Picot, Nancy             |                                               |
|                                                 | Traoré 69e · André Luiz 74e · Berenguer 90+3e |     | Carlão 67e             | Spectateurs : 13,401 Arbitrage : Pascal Vileo | Spectateurs : 13,401 Arbitrage : Pascal Vileo |
|                                                 | Rapport                                       |     |                        | Spectateurs : 13,401 Arbitrage : Pascal Vileo | Spectateurs : 13,401 Arbitrage : Pascal Vileo |
|                                                 |                                               |     |                        |                                               |                                               |

| Journée 18 19 décembre 2010 11e place 25 points | FC Sochaux-Montbéliard | 1-1 | Girondins de Bordeaux                  | ?:00 - Stade Bonal, Montbéliard               |                                               |
|                                                 | Ideye 35e              |     | Jussiê 28e · Jussiê 63e · Plašil 90+1e | Spectateurs : 12,030 Arbitrage : Tony Chapron | Spectateurs : 12,030 Arbitrage : Tony Chapron |
|                                                 | Rapport                |     |                                        | Spectateurs : 12,030 Arbitrage : Tony Chapron | Spectateurs : 12,030 Arbitrage : Tony Chapron |

| Journée 19 22 décembre 2010 11e place 25 points | AS Monaco                                             | 2-1 | FC Sochaux-Montbéliard       | ?:00 - Stade Louis-II, Monaco                     |                                                   |
|                                                 | Malonga 8e · Mangani 73e · Park 90+3e · Ruffier 90+4e |     | Lolo 47e (csc) · Maïga 90+4e | Spectateurs : 4,984 Arbitrage : Nicolas Rainville | Spectateurs : 4,984 Arbitrage : Nicolas Rainville |
|                                                 | Rapport                                               |     |                              | Spectateurs : 4,984 Arbitrage : Nicolas Rainville | Spectateurs : 4,984 Arbitrage : Nicolas Rainville |

#### Matchs retours
| Journée 20 15 janvier 2011 11e place 25 points | Paris SG                                         | 2-1 | FC Sochaux-Montbéliard                         | 21:00 - Parc des Princes, Paris                |                                                |
|                                                | Sakho 16e · Giuly 23e · Clément 63e · Armand 74e |     | Martin 11e · Maïga 14e · Anin 18e · Carlão 83e | Spectateurs : 28,201 Arbitrage : Wilfried Bien | Spectateurs : 28,201 Arbitrage : Wilfried Bien |
|                                                | Rapport                                          |     |                                                | Spectateurs : 28,201 Arbitrage : Wilfried Bien | Spectateurs : 28,201 Arbitrage : Wilfried Bien |

| Journée 21 29 janvier 2011 9e place 28 points | FC Sochaux-Montbéliard                                                | 5-1 | Stade rennais                              | 19:00 - Stade Bonal, Montbéliard                  |                                                   |
|                                               | Maïga 19e · Martin 43e · Ideye 52e · Boudebouz 73e (pen.) · Maïga 85e |     | Boukari 54e · Kana-Biyik 69e · Douchez 71e | Spectateurs : 11,833 Arbitrage : Alexandre Castro | Spectateurs : 11,833 Arbitrage : Alexandre Castro |
|                                               | Rapport                                                               |     |                                            | Spectateurs : 11,833 Arbitrage : Alexandre Castro | Spectateurs : 11,833 Arbitrage : Alexandre Castro |

| Journée 22 5 février 2011 ?e place 28 points | OGC Nice                                                 | 1-0 | FC Sochaux-Montbéliard                      | 19:00 - Stade du Ray, Nice                   |                                              |
|                                              | Pejčinović 29e · Bellion 37e · Clerc 44e · Coulibaly 83e |     | Anin 17e · Carlão 29e · Anin 44e · Faty 53e | Spectateurs : 6,699 Arbitrage : Ruddy Buquet | Spectateurs : 6,699 Arbitrage : Ruddy Buquet |
|                                              | Rapport                                                  |     |                                             | Spectateurs : 6,699 Arbitrage : Ruddy Buquet | Spectateurs : 6,699 Arbitrage : Ruddy Buquet |

| Journée 23 12 février 2011 ?e place 28 points | FC Sochaux-Montbéliard | 1-2 | Olympique de Marseille                                 | 19:00 - Stade Bonal, Montbéliard                 |                                                  |
|                                               | Ideye 44e              |     | Gignac 45+1e · Kaboré 63e · Gignac 70e · Cheyrou 90+1e | Spectateurs : 19,905 Arbitrage : Philippe Malige | Spectateurs : 19,905 Arbitrage : Philippe Malige |
|                                               | Rapport                |     |                                                        | Spectateurs : 19,905 Arbitrage : Philippe Malige | Spectateurs : 19,905 Arbitrage : Philippe Malige |

| Journée 24 19 février 2011 ?e place 31 points | RC Lens                                                                     | 2-3 | FC Sochaux-Montbéliard                                                                   | 19:00 - Stade Bollaert, Lens                       |                                                    |
|                                               | Jemâa 36e · Maoulida 42e · Akalé 51e · Yahia 59e · Roudet 79e · Yahia 90+2e |     | Maurice-Belay 6e · Maïga 30e · Maurice-Belay 32e · Anin 42e · Boudebouz 67e · Dreyer 84e | Spectateurs : 30,338 Arbitrage : Bartolomeu Varela | Spectateurs : 30,338 Arbitrage : Bartolomeu Varela |
|                                               | Rapport                                                                     |     |                                                                                          | Spectateurs : 30,338 Arbitrage : Bartolomeu Varela | Spectateurs : 30,338 Arbitrage : Bartolomeu Varela |

| Journée 25 26 février 2011 ?e place 32 points | FC Sochaux-Montbéliard | 0-0 | Montpellier HSC                       | 19:00 - Stade Bonal, Montbéliard                |                                                 |
|                                               | Ideye 17e · Maïga 80e  |     | Estrada 20e · Bocaly 28e · Spahić 62e | Spectateurs : 12,085 Arbitrage : Clément Turpin | Spectateurs : 12,085 Arbitrage : Clément Turpin |
|                                               | Rapport                |     |                                       | Spectateurs : 12,085 Arbitrage : Clément Turpin | Spectateurs : 12,085 Arbitrage : Clément Turpin |

| Journée 26 5 mars 2011 9e place 35 points | Toulouse FC  | 0-1 | FC Sochaux-Montbéliard | 19:00 - Stadium, Toulouse                          |                                                    |
|                                           | Valverde 90e |     | Maïga 64e              | Spectateurs : 14,126 Arbitrage : Hakim Ben El Hadj | Spectateurs : 14,126 Arbitrage : Hakim Ben El Hadj |
|                                           | Rapport      |     |                        | Spectateurs : 14,126 Arbitrage : Hakim Ben El Hadj | Spectateurs : 14,126 Arbitrage : Hakim Ben El Hadj |

| Journée 27 12 mars 2011 11e place 35 points | FC Sochaux-Montbéliard | 0-2 | Olympique lyonnais                               | 19:00 - Stade Bonal, Montbéliard                       |                                                        |
|                                             | Maïga 34e              |     | López 22e · Pjanić 64e · Pied 67e · Toulalan 75e | Spectateurs : 17,879 Arbitrage : Jean-Charles Cailleux | Spectateurs : 17,879 Arbitrage : Jean-Charles Cailleux |
|                                             | Rapport                |     |                                                  | Spectateurs : 17,879 Arbitrage : Jean-Charles Cailleux | Spectateurs : 17,879 Arbitrage : Jean-Charles Cailleux |

| Journée 28 19 mars 2011 11e place 35 points | AJ Auxerre                    | 0-2 | FC Sochaux-Montbéliard | 19:00 - Stade de l'Abbé-Deschamps, Auxerre     |                                                |
|                                             | Jelen 18e 64e · Grichting 68e |     | Maïga 68e              | Spectateurs : 16,213 Arbitrage : Olivier Thual | Spectateurs : 16,213 Arbitrage : Olivier Thual |
|                                             | Rapport                       |     |                        | Spectateurs : 16,213 Arbitrage : Olivier Thual | Spectateurs : 16,213 Arbitrage : Olivier Thual |

| Journée 29 2 avril 2011 10e place 38 points | FC Sochaux-Montbéliard                                       | 2-1 | Stade brestois 29              | 19:00 - Stade Bonal, Montbéliard              |                                               |
|                                             | Boudebouz 34e (pen.) · Anin 20e · Nogueira 51e · Ideye 90+1e |     | Roux 45+3e · Grougi 62e (pen.) | Spectateurs : 10,982 Arbitrage : Saïd Ennjimi | Spectateurs : 10,982 Arbitrage : Saïd Ennjimi |
|                                             | Rapport                                                      |     |                                | Spectateurs : 10,982 Arbitrage : Saïd Ennjimi | Spectateurs : 10,982 Arbitrage : Saïd Ennjimi |

| Journée 30 9 avril 2011 10e place 39 points | FC Lorient                | 1-1 | FC Sochaux-Montbéliard | 19:00 - Stade du Moustoir, Lorient                 |                                                    |
|                                             | Morel 35e · Bourillon 88e |     | Dramé 25e              | Spectateurs : 15,104 Arbitrage : Nicolas Rainville | Spectateurs : 15,104 Arbitrage : Nicolas Rainville |
|                                             | Rapport                   |     |                        | Spectateurs : 15,104 Arbitrage : Nicolas Rainville | Spectateurs : 15,104 Arbitrage : Nicolas Rainville |

| Journée 31 16 avril 2011 9e place 42 points | FC Sochaux-Montbéliard                   | 3-2 | SM Caen                                             | 19:00 - Stade Bonal, Montbéliard              |                                               |
|                                             | Dramé 13e · Maïga 81e 86e · Carlão 90+3e |     | El-Arabi 9e · Yatabaré 20e · Inez 26e · Hamouma 89e | Spectateurs : 11,338 Arbitrage : Stéphane Bré | Spectateurs : 11,338 Arbitrage : Stéphane Bré |
|                                             | Rapport                                  |     |                                                     | Spectateurs : 11,338 Arbitrage : Stéphane Bré | Spectateurs : 11,338 Arbitrage : Stéphane Bré |

| Journée 32 24 avril 2011 9e place 43 points | Valenciennes FC | 1-1 | FC Sochaux-Montbéliard              | 19:00 - Stade Nungesser, Valenciennes              |                                                    |
|                                             | Kadir 10e       |     | Ducourtioux 12e (csc) · Perquis 24e | Spectateurs : 12,229 Arbitrage : Bartolomeu Varela | Spectateurs : 12,229 Arbitrage : Bartolomeu Varela |
|                                             | Rapport         |     |                                     | Spectateurs : 12,229 Arbitrage : Bartolomeu Varela | Spectateurs : 12,229 Arbitrage : Bartolomeu Varela |

| Journée 33 30 avril 2011 7e place 46 points | FC Sochaux-Montbéliard | 1-0 | AS Nancy-Lorraine                                        | 19:00 - Stade Bonal, Montbéliard               |                                                |
|                                             | Butin 11e · Dramé 41e  |     | Chrétien 62e · Diakité 75e · André Luiz 78e · Loties 89e | Spectateurs : 14,082 Arbitrage : Philippe Kalt | Spectateurs : 14,082 Arbitrage : Philippe Kalt |
|                                             | Rapport                |     |                                                          | Spectateurs : 14,082 Arbitrage : Philippe Kalt | Spectateurs : 14,082 Arbitrage : Philippe Kalt |

| Journée 34 7 mai 2011 6e place 49 points | Girondins de Bordeaux   | 0-4 | FC Sochaux-Montbéliard                                  | 19:00 - Stade Chaban-Delmas, Bordeaux             |                                                   |
|                                          | Chalmé 43e · Planus 61e |     | Ideye 9e 30e · Perquis 11e · Boudebouz 22e · Carlão 82e | Spectateurs : 24,143 Arbitrage : Hervé Piccirillo | Spectateurs : 24,143 Arbitrage : Hervé Piccirillo |
|                                          | Rapport                 |     |                                                         | Spectateurs : 24,143 Arbitrage : Hervé Piccirillo | Spectateurs : 24,143 Arbitrage : Hervé Piccirillo |

| Journée 35 11 mai 2011 6e place 52 points | FC Sochaux-Montbéliard                              | 3-0 | AS Monaco                | 19:00 - Stade Bonal, Montbéliard               |                                                |
|                                           | Sauget 22e · Maïga 24e · Martin 72e · Boudebouz 82e |     | Haruna 56e · Nkoulou 71e | Spectateurs : 14,524 Arbitrage : Wilfried Bien | Spectateurs : 14,524 Arbitrage : Wilfried Bien |
|                                           | Rapport                                             |     |                          | Spectateurs : 14,524 Arbitrage : Wilfried Bien | Spectateurs : 14,524 Arbitrage : Wilfried Bien |

| Journée 36 18 mai 2011 6e place 52 points | Lille OSC    | 1-0 | FC Sochaux-Montbéliard  | 19:00 - Stadium Lille Métropole, Villeneuve-d'Ascq |                                                |
|                                           | Gervinho 53e |     | Perquis 34e · Ideye 45e | Spectateurs : 16,813 Arbitrage : Philippe Kalt     | Spectateurs : 16,813 Arbitrage : Philippe Kalt |
|                                           | Rapport      |     |                         | Spectateurs : 16,813 Arbitrage : Philippe Kalt     | Spectateurs : 16,813 Arbitrage : Philippe Kalt |

| Journée 37 21 mai 2011 6e place 55 points | FC Sochaux-Montbéliard | 2-1 | AS Saint-Etienne           | 21:00 - Stade Bonal, Montbéliard              |                                               |
|                                           | Ideye 4e 72e           |     | Aubameyang 9e · Perrin 53e | Spectateurs : 19,930 Arbitrage : Saïd Ennjimi | Spectateurs : 19,930 Arbitrage : Saïd Ennjimi |
|                                           | Rapport                |     |                            | Spectateurs : 19,930 Arbitrage : Saïd Ennjimi | Spectateurs : 19,930 Arbitrage : Saïd Ennjimi |

| Journée 38 29 mai 2011 5e place 58 points | AC Arles-Avignon                      | 1-3 | FC Sochaux-Montbéliard                                      | 21:00 - Parc des Sports, Avignon                |                                                 |
|                                           | Yattara 16e · Cabella 28e · Balde 54e |     | Boudebouz 17e (pen.) · Dramé 42e · Nogueira 50e · Maïga 83e | Spectateurs : 7,880 Arbitrage : Philippe Malige | Spectateurs : 7,880 Arbitrage : Philippe Malige |
|                                           | Rapport                               |     |                                                             | Spectateurs : 7,880 Arbitrage : Philippe Malige | Spectateurs : 7,880 Arbitrage : Philippe Malige |

### Coupe de la Ligue
| 16e de finale 22 septembre 2010 | FC Sochaux-Montbéliard | 0-2 | SC Bastia (National)                                                                      | 20:45 - Stade Bonal, Montbéliard              |                                               |
|                                 |                        |     | Suarez 24e · Cioni 27e · Khazri 35e · Diallo 45+2e · Angoula 50e · Sans 52e · Choplin 54e | Spectateurs : 5,750 Arbitrage : Olivier Thual | Spectateurs : 5,750 Arbitrage : Olivier Thual |
|                                 | Rapport                |     |                                                                                           | Spectateurs : 5,750 Arbitrage : Olivier Thual | Spectateurs : 5,750 Arbitrage : Olivier Thual |

### Coupe de France
| 32e de finale 8 janvier 2011 | Jarville JF (CFA2) | 0-1 | FC Sochaux-Montbéliard               | 20:45 - Stade Marcel-Picot, Nancy                 |                                                   |
|                              |                    |     | Carlão 53e · Ideye 82e · Bakambu 85e | Spectateurs : 10,573 Arbitrage : Hervé Piccirillo | Spectateurs : 10,573 Arbitrage : Hervé Piccirillo |
|                              | Rapport            |     |                                      | Spectateurs : 10,573 Arbitrage : Hervé Piccirillo | Spectateurs : 10,573 Arbitrage : Hervé Piccirillo |

| 16e de finale 21 janvier 2011 | FC Sochaux-Montbéliard                          | 2-1 | Paris FC (National)      | 20:45 - Stade Bonal, Montbéliard              |                                               |
|                               | Maïga 36e · Martin 49e · Sauget 75e · Maïga 78e |     | Touré 82e · Sankharé 78e | Spectateurs : 3,975 Arbitrage : Philippe Kalt | Spectateurs : 3,975 Arbitrage : Philippe Kalt |
|                               | Rapport                                         |     |                          | Spectateurs : 3,975 Arbitrage : Philippe Kalt | Spectateurs : 3,975 Arbitrage : Philippe Kalt |

| 8e de finale 2 février 2011 | SO Chambéry (CFA2)                | 2-1 | FC Sochaux-Montbéliard | 14:15 - Stade municipal, Chambéry              |                                                |
|                             | Tissot-Rosset 61e · Yahia-Bey 71e |     | Ideye 21e · Anin 40e   | Spectateurs : 4,000 Arbitrage : Antony Gautier | Spectateurs : 4,000 Arbitrage : Antony Gautier |
|                             | Rapport                           |     |                        | Spectateurs : 4,000 Arbitrage : Antony Gautier | Spectateurs : 4,000 Arbitrage : Antony Gautier |